# Испанский булинь
Испанский булинь (от англ. Spanish Bowline) — широко известный двойной узел, образующий пару петель на середине троса. Оба коренных конца троса должны быть равно нагружены.
Достоверно проследить историю появления узла не представляется возможным из-за отсутствия ранних источников. Предположительно, узел — морской и, вероятно, старинный.
Использовали для спуска (или подъёма) раненого с высоты, для этого ноги помещали в петли узла, и если человек был ещё в сознании, то держался за оба коренных конца троса, а если человек был уже без сознания, то дополнительно оборачивали грудь вокруг подмышек полуштыком, который делали коренными концами троса. Также узел использовали для подвешивания беседки, а в этом случае узел должен быть плотно затянут.
Существуют три родственных булиня в различных флотах — испанский, португальский, французский. Однако, отличие состоит в том, что испанский и французский булини завязывают на середине троса с тягой за сдвоенный коренной конец, тогда как португальский булинь завязывают на конце троса с тягой за одинарный коренной конец, хотя все три булиня выполняют одну и ту же функцию — спасательную.

## Способ завязывания
Правильным способом завязывания является скорейший. Узел завязывают на руках, однако, на начальном этапе его изучают в разложенном на столе состоянии. Существуют несколько способов завязывания узла:
На конце троса
Сделать узел на конце троса (как описано ниже), и прихватить ходовой конец троса к коренному
На середине троса

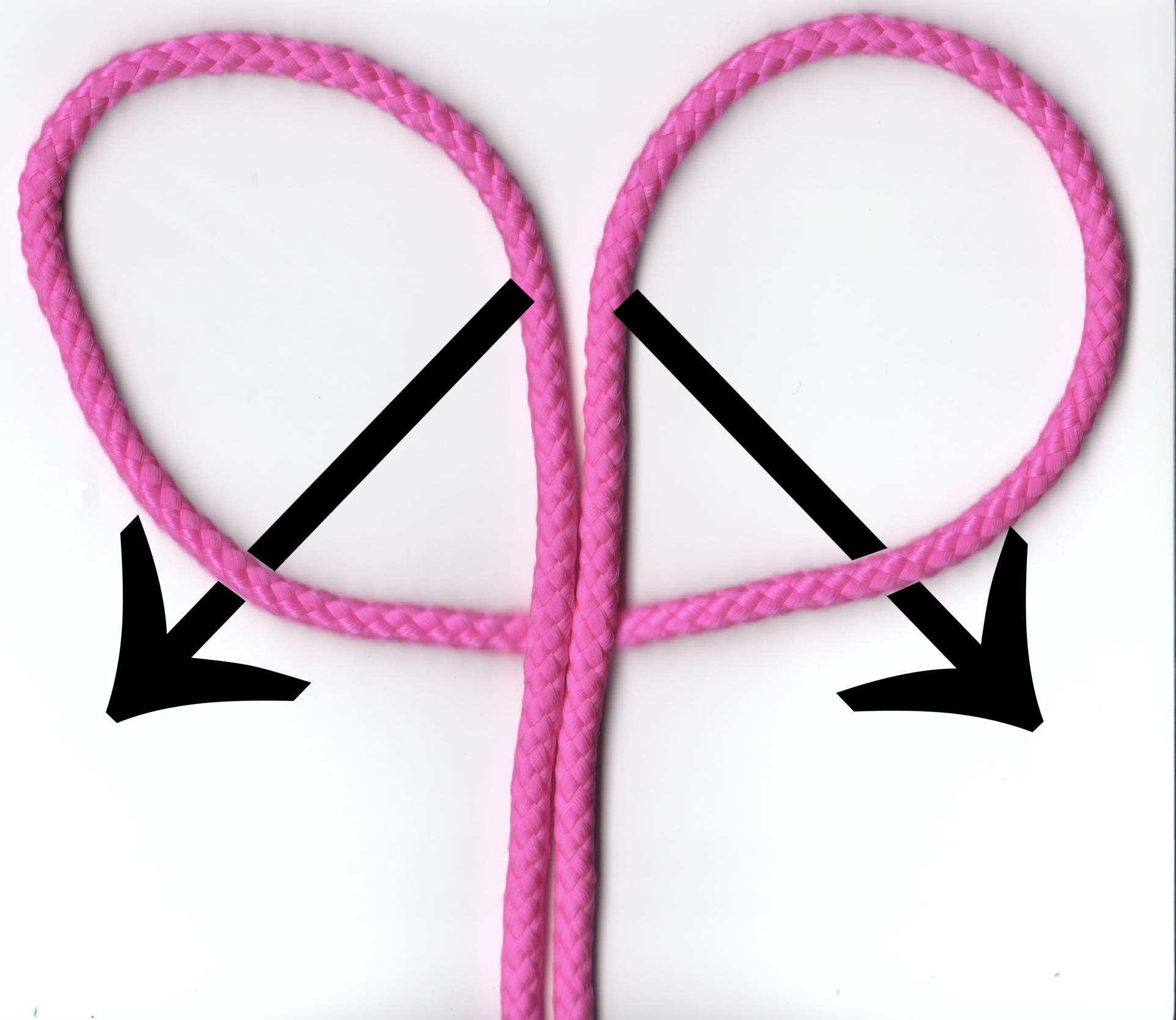
1. Сложить трос пополам, образовав закрытую петлю, и сложить закрытую петлю как при начале завязывания коровьего узла.
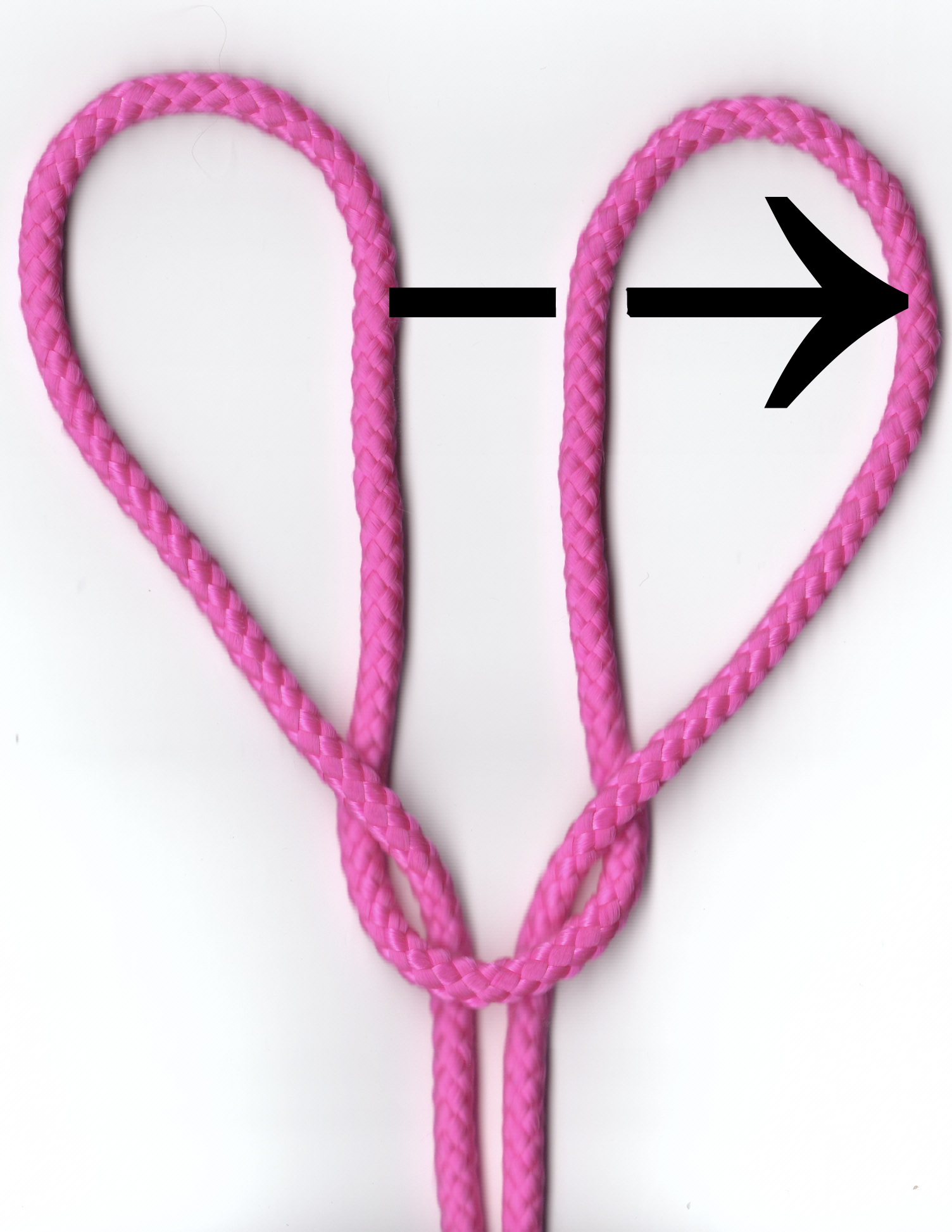
2. Скрутить образованные петли внутрь, и вдеть одну петлю в другую, образовав три петли (правую, левую, нижнюю).
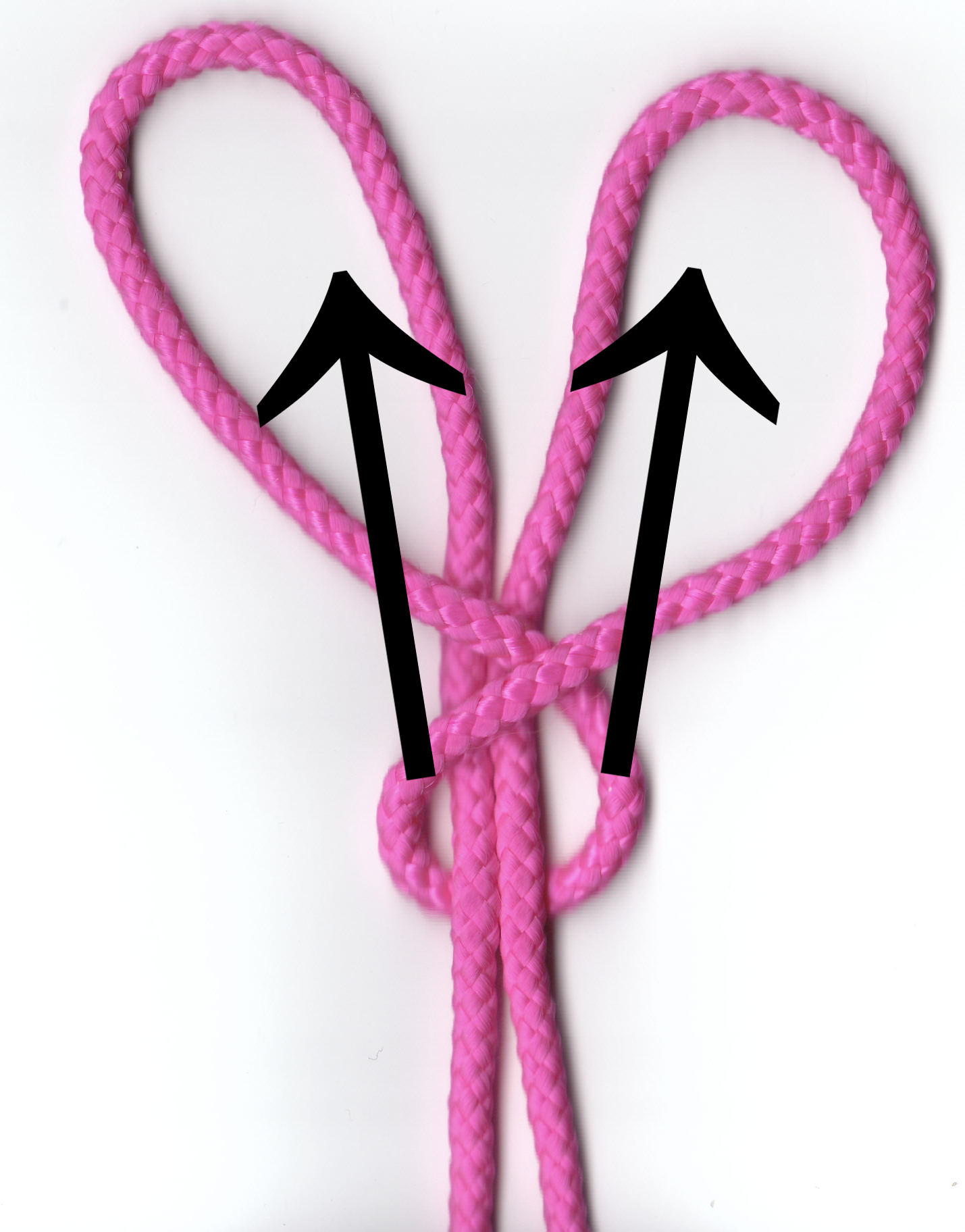
3. Продеть левый конец нижней петли в левую верхнюю, а правый конец нижней петли в правую верхнюю.
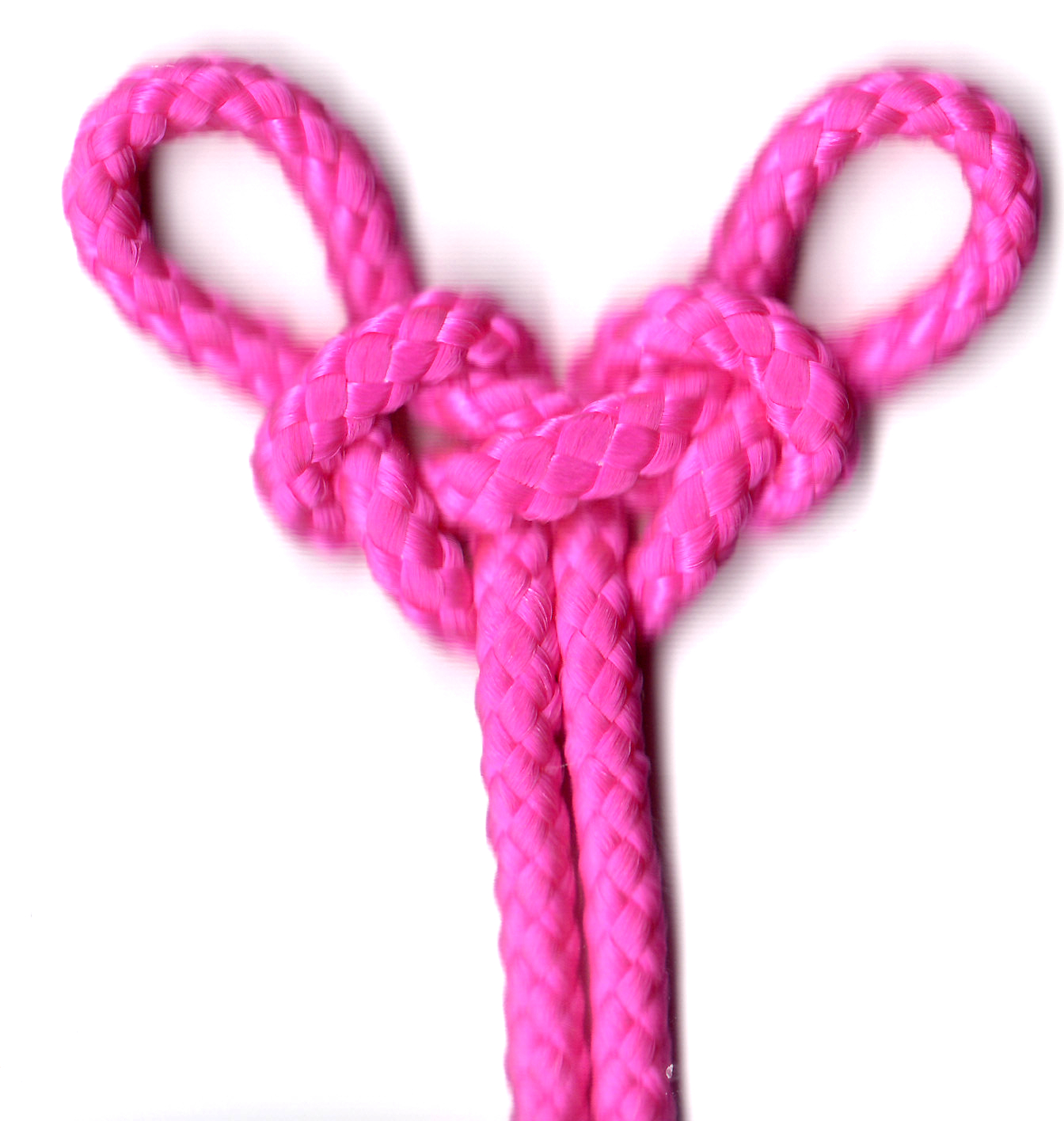
4. Затянуть.

Вариации
Также существует отдельный узел, отличающийся лишь начальным этапом завязывания, при котором начинают завязывание с выбленочного узла, а не с коровьего, как в испанском булине.

## Признаки
Плюсы

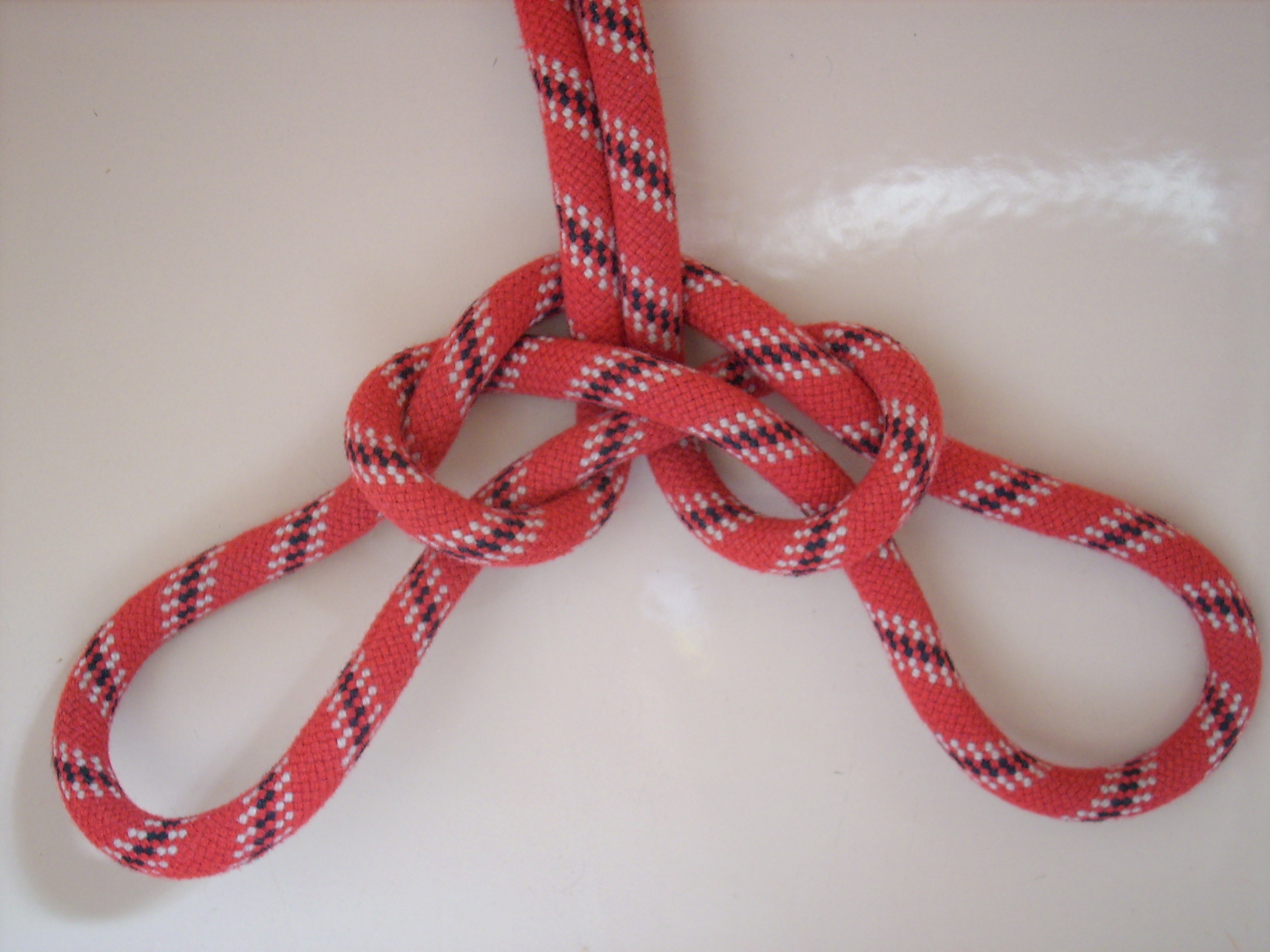
Обратная сторона узла

- Сравнительно легко развязывать после приложенной нагрузки
- Контрольный узел — не нужен (если используют на середине троса)
- Одну петлю возможно удлинять или укорачивать за счёт удлинения или укорочения другой[1]

Минусы
- Сложно завязывать[1][2]
- Оба коренных конца троса должны быть равно нагружаемы[1]
- Должны быть задействованы обе петли[1]
- Необходима схватка ходовым концом троса за коренной (если используют на конце троса)
- Несколько способов завязывания
- Легко ошибиться при завязывании

## Применение
В морском деле
- Для спуска-подъёма матроса на мачту
- Для подвеса беседки за борт корабля

В пожарном деле
- Применяли при спасательных работах на пожаре[3], когда на конце троса делали узел, ходовой конец троса прихватывали к коренному. Ноги пострадавшего вдевали в петли и он удерживал себя в вертикальном положении, держась за трос. Если человек был без сознания, коренным концом троса дополнительно делали полуштык вокруг его груди и спускали вниз[12]

## Булини
- Беседочный узел
- Голландский булинь
- Полуторный булинь
- Водный булинь
- Двойной булинь
- Бегущий булинь
- Два встречных беседочных узла[фр.]
- Двойной беседочный узел
- Тройной булинь[англ.]
- Встречный булинь
- Двойной беседочный узел
- Португальский булинь
- Испанский булинь
- Казачий узел
- Калмыцкий узел
- Эскимосский булинь
- Односторонняя восьмёрка